# Anaïs Marin
Anaïs Marin est la rapporteure spéciale des Nations unies sur la situation des droits de l'homme en Biélorussie,,. Elle a succédé à Miklós Haraszti. 

## Biographie
Diplômée de Science Po Paris et docteure en science politique après une thèse effectuée au CERI et portant sur « l’influence de la paradiplomatie de Saint-Pétersbourg sur la politique étrangère de la fédération de Russie dans les années 1990 »), elle est actuellement chercheuse à l'université de Varsovie après avoir été au Collegium Civitas (en).
En tant qu'experte de la Biélorussie, elle a coopéré avec plusieurs groupes de réflexion européens et a contribué à des rapports analytiques et à des recommandations politiques pour divers gouvernements (Institut finlandais des affaires internationales) ainsi que pour des structures telles que le Parlement européen, le Forum de la société civile du Partenariat oriental ou l'Institut d'études de sécurité de l'Union européenne. Elle a participé à des missions d'observation électorale de l'OSCE/BIDDH, notamment en Biélorussie. Elle a publié de nombreux articles sur les politiques intérieures biélorusses.

## Publications
- Avec Isabelle Facon, Vladimir Baranovsky, Moscou et le monde. L'ambition de la grandeur : une illusion ? Autrement, 2008
- La dissuasion par la coopération. La Finlande, modèle de résilience face aux défis du « sharp power » russe. Dans Stratégique 2019/1-2 (N° 121-122)
- Le Bélarus dans L’Union Eurasiatique. Partenaire Particulier Cherche à Préserver Ses Intérêts. Dans Revue d’études comparatives Est-Ouest 2017/3-4 (N° 48)
- Les relations militaires de la Russie avec le Bélarus : une alliance qui laisse Moscou sur sa faim. Dans Revue Défense nationale 2017/7 (N° 802)
- Argument Baltique : faux prétexte et modèle juste. Dans Outre-Terre 2009/3 (n° 23)